# Henry Herbert, VI conte di Carnarvon
Henry George Alfred Marius Victor Francis Herbert, VI conte di Carnarvon (7 novembre 1898 – 22 settembre 1987), è stato un nobile inglese.

## Biografia

### Infanzia
Era il figlio di George Herbert, V conte di Carnarvon, e di sua moglie, Almina Wombwell. Studiò a Eton College e al Royal Military College di Sandhurst.

### Carriera
Combatté nella prima guerra mondiale con il grado di tenente colonnello al servizio dei 7° Ussari. Ereditò la contea nel 1923 alla morte di suo padre. Nelle sue memorie, ha descritto un'educazione senza amore da parte dei suoi genitori. Dopo la morte del padre, è diventato responsabile per la manutenzione del Highclere Castle, mentre la madre si risposò solo otto mesi dopo la morte del suo primo marito. 
Combatté nella seconda guerra mondiale ricoprendo la carica di High Steward of Newbury.

### Primo matrimonio
Sposò, il 17 luglio 1922, Anne Catherine Tredick Wendell (?-1977), figlia di Jakob Wendell. Ebbero due figli.
La coppia divorziò nel 1936.

### Secondo matrimonio
Sposò, il 1 settembre 1939, la ballerina e coreografa Tilly Losch(15 novembre 1903-24 dicembre 1975). La coppia non ebbe figli e divorziò nel 1947.

### Morte
Morì il 22 settembre 1987.

## Discendenza
Lord Henry Herbert e Anne Catherine Tredick Wendell ebbero due figli:
- Henry Herbert, VII conte di Carnarvon (19 gennaio 1924-10 settembre 2001);
- Lady Anne Penelope Marian Herbert (3 marzo 1925), sposò Reinier van der Woude, ebbero tre figli.

## Ascendenza
|                                      |                              |                                           | Genitori                                 |  |  | Nonni |  |  | Bisnonni                              |  |  | Trisnonni                            |  |
|                                      |                              |                                           |                                          |  |  |       |  |  | Henry Herbert, III conte di Carnarvon |  |  | Henry Herbert, II conte di Carnarvon |  |
|                                      |                              |                                           |                                          |  |  |       |  |  | Henry Herbert, III conte di Carnarvon |  |  | Henry Herbert, II conte di Carnarvon |  |
|                                      |                              | Elizabeth Acland                          |                                          |  |  |       |  |  | Henry Herbert, III conte di Carnarvon |  |  |                                      |  |
| Henry Herbert, IV conte di Carnarvon |                              |                                           |                                          |  |  |       |  |  | Henry Herbert, III conte di Carnarvon |  |  |                                      |  |
|                                      |                              | Henrietta Howard-Molyneux-Howard          | Henry Howard-Molyneux-Howard             |  |  |       |  |  |                                       |  |  |                                      |  |
|                                      |                              | Henrietta Howard-Molyneux-Howard          | Henry Howard-Molyneux-Howard             |  |  |       |  |  |                                       |  |  |                                      |  |
|                                      |                              | Henrietta Howard-Molyneux-Howard          | Elizabeth Long                           |  |  |       |  |  |                                       |  |  |                                      |  |
| George Herbert, V conte di Carnarvon |                              | Henrietta Howard-Molyneux-Howard          |                                          |  |  |       |  |  |                                       |  |  |                                      |  |
|                                      |                              | George Stanhope, VI conte di Chesterfield | Philip Stanhope, V conte di Chesterfield |  |  |       |  |  |                                       |  |  |                                      |  |
|                                      |                              | George Stanhope, VI conte di Chesterfield | Philip Stanhope, V conte di Chesterfield |  |  |       |  |  |                                       |  |  |                                      |  |
|                                      |                              | George Stanhope, VI conte di Chesterfield | Henrietta Thynne                         |  |  |       |  |  |                                       |  |  |                                      |  |
| Evelyn Stanhope                      |                              | George Stanhope, VI conte di Chesterfield |                                          |  |  |       |  |  |                                       |  |  |                                      |  |
|                                      |                              | Anne Weld-Forester                        | Cecil Weld-Forester, I barone Forester   |  |  |       |  |  |                                       |  |  |                                      |  |
|                                      |                              | Anne Weld-Forester                        | Cecil Weld-Forester, I barone Forester   |  |  |       |  |  |                                       |  |  |                                      |  |
|                                      |                              | Anne Weld-Forester                        | Katherine Manners                        |  |  |       |  |  |                                       |  |  |                                      |  |
| Henry Herbert, VI conte di Carnarvon |                              | Anne Weld-Forester                        |                                          |  |  |       |  |  |                                       |  |  |                                      |  |
|                                      | Lionel, barone de Rothschild | Nathan Mayer, barone von Rothschild       |                                          |  |  |       |  |  |                                       |  |  |                                      |  |
|                                      | Lionel, barone de Rothschild | Nathan Mayer, barone von Rothschild       |                                          |  |  |       |  |  |                                       |  |  |                                      |  |
|                                      | Lionel, barone de Rothschild | Hannah Cohen                              |                                          |  |  |       |  |  |                                       |  |  |                                      |  |
| Alfred, barone de Rothschild         | Lionel, barone de Rothschild |                                           |                                          |  |  |       |  |  |                                       |  |  |                                      |  |
|                                      |                              | Charlotte von Rothschild                  | Carl Mayer von Rothschild                |  |  |       |  |  |                                       |  |  |                                      |  |
|                                      |                              | Charlotte von Rothschild                  | Carl Mayer von Rothschild                |  |  |       |  |  |                                       |  |  |                                      |  |
|                                      |                              | Charlotte von Rothschild                  | Adelheid Hertz                           |  |  |       |  |  |                                       |  |  |                                      |  |
| Almina Wombwell                      |                              | Charlotte von Rothschild                  |                                          |  |  |       |  |  |                                       |  |  |                                      |  |
|                                      |                              | Alexandre Antoine Boyer                   | Valentin Boyer                           |  |  |       |  |  |                                       |  |  |                                      |  |
|                                      |                              | Alexandre Antoine Boyer                   | Valentin Boyer                           |  |  |       |  |  |                                       |  |  |                                      |  |
|                                      |                              | Alexandre Antoine Boyer                   | Maria Meynard                            |  |  |       |  |  |                                       |  |  |                                      |  |
| Marie Félicie Boyer                  |                              | Alexandre Antoine Boyer                   |                                          |  |  |       |  |  |                                       |  |  |                                      |  |
|                                      |                              | Victoria de los Dolores de Gogorza        | Bernardo de Gogorza                      |  |  |       |  |  |                                       |  |  |                                      |  |
|                                      |                              | Victoria de los Dolores de Gogorza        | Bernardo de Gogorza                      |  |  |       |  |  |                                       |  |  |                                      |  |
|                                      |                              | Victoria de los Dolores de Gogorza        | Josefa Salinas                           |  |  |       |  |  |                                       |  |  |                                      |  |
|                                      |                              | Victoria de los Dolores de Gogorza        |                                          |  |  |       |  |  |                                       |  |  |                                      |  |

## Opere
Pubblicò due libri di memorie:
- No Regrets: Memoirs of the Earl of Carnarvon (1976).
- Ermine Tales: More Memoirs of the Earl of Carnarvon (1980).